# Anita Weyermann
Anita Weyermann (Suiza, 8 de diciembre de 1977) es una atleta suiza, especializada en la prueba de 1500 m en la que llegó a ser medallista de bronce mundial en 1997.

## Carrera deportiva
En el Mundial de Atenas 1997 ganó la medalla de bronce en los 1500 metros, con un tiempo de 4:04.70 segundos, llegando a la meta tras la portuguesa Carla Sacramento y la estadounidense Regina Jacobs.